# Bamarosis fouquei
Bamarosis fouquei (лат.) — вид жуков-чернотелок, единственный в составе рода Bamarosis из подсемейства Pimeliinae (Stenosini). Эндемик Мянмы.

## Описание
Тело имеет длину около 0,5 см, чёрного цвета. Покровы головы и переднеспинки матовые, надкрылья несколько блестящие. Голова короткая и округлая, длина от шейного сужения до клипеуса равна 0,8 от максимальной ширины между щеками, слегка закруглена от шейного сужения до глаз, щеки выходят за пределы глаз и со слабым продольным вдавлением, это вдавление продолжается до слабого надглазничного вдавления. Передний край наличника слегка выдавлен, симметричный, лоб без медиального киля и вдавления, поверхность в плотных, но не сливающихся точках, точки на наличнике уменьшаются, точки без щетинок. Глаза редуцированные, разделены щеками на дорсальный и вентральный отдел, дорсальный отдел продольный, состоит лишь из нескольких фасеток, вентральный отдел почти не виден, состоит только из 2-3 фасеток. Усики 11-члениковые, массивные. Переднеспинка сердцевидная, в 0,6 раза больше ширины, наибольшая ширина у приподнятых больших, закругленных передних углов, задние углы закруглены, а задний край почти прямой, диск без килей и вдавлений, точки как на голове, а также без щетинок, боковые края в задней половине не окаймлены. Надкрылья овальные, наиболее широкие посередине, в 1,7 раза больше ширины, плечевые углы чрезвычайно развиты, без зубцов, округлые, приподнятые, скутеллярная область отчетливо выемчата, надкрылья без рядов точек или килей, боковые края килевидные, приподняты в передней половине, эпиплевра в передней половине широкая, без ряда точек. Вентриты в очень тонкой пунктировке, без щетинок, последний вентрит без более плотных и крупных точек, чем передние вентриты, поверхность всех вентритов шагренирована.

## Систематика и этимология
Вид был впервые описан в 2021 году немецкими колеоптерологами Вольфгангом Шаваллером и Соней Бигальк (Staatliches Museum für Naturkunde, Штутгарт, Германия). Глаза уменьшены, но всё же разделены на дорсальную и очень маленькую вентральную части, таким образом, Bamarosis помещается в подтрибу Dichillina. Необычные структуры переднеспинки и надкрылий своеобразны и пока неизвестны для всех родов Stenosini. Название рода происходит от имени этнической группы Бамар из центральной Мьянмы (Бирма). Видовое название дано в честь чешского энтомолога Рене Фуку (1980—2016), эксперта по трибе Stenosini, собравшего типовую серию.

## Распространение
Эндемик Мьянмы (Юго-Восточная Азия).